# Cretoglaphyrus rohdendorfi
Cretoglaphyrus rohdendorfi är en skalbaggsart som beskrevs av Nikolajev 2005. Cretoglaphyrus rohdendorfi ingår i släktet Cretoglaphyrus och familjen Glaphyridae. Inga underarter finns listade i Catalogue of Life.